# Hyphydrus alfredi
Hyphydrus alfredi är en skalbaggsart som beskrevs av Bilardo och Rocchi 1986. Hyphydrus alfredi ingår i släktet Hyphydrus och familjen dykare. Inga underarter finns listade i Catalogue of Life.